# Voto de Santiago
Voto de Santiago — название особых взносов, которые короли Астурии делали в пользу церкви во имя Святого Якова в благодарность за его чудесное вмешательство в ход сражения против мавров на горе Монте-Латурс («Вторая битва при Альбельде»). Согласно легенде, перед началом битвы король Рамиро I пообещал Святому Якову отдать ему часть добычи в случае победы над маврами, а также ежегодно отдавать ex voto (в дар) часть от первого урожая фруктов и злаковых. В последующем это обещание было оформлено в виде специального налога в пользу церкви. В 1643 году король Филипп IV издал указ о Voto de Santiago в память о принесённой королём Рамиро I клятве. Окончательно налог был отменён в 1808 Байонским Уставом.

## История
Считается, что клятва была принесена королём Рамиро I в городе Калаорра. Король поклялся отдать весь первый урожай с полей и виноградников, а также часть военных трофеев, которые он добудет, сражаясь против мавров, в пользу Собора Святого Якова. Первоначально исполнение королевской клятвы было возложено на его подданных в Астурии и в Леоне-и-Кастилии, позднее также в Риохе и Наварре, причём эти поборы делались дополнительно к церковной десятине.
25 июля 1643 года, в день Святого Якова, указом короля Филиппа IV эта дань была оформлена в виде специального налога под названием Voto de Santiago. В 1812 году парламент обновлённой Испании (Кортесы) отменил этот налог, а также другие «старорежимные» привилегии.

## Источник
О происхождении Voto de Santiago сообщает De rebus Hispaniae, хроника, составленная толедским епископом Родриго Хименесом де Рада. Автор сообщает о некоем акте Privilegio de los Votos, который издал астурийский король Рамиро I после битвы при Клавихо 25 мая 844 года. Это поддельный документ, который написан в середине XII века кардиналом Педро Марсио в Сантьяго-де-Компостелла, и он не может считаться источником IX века. Немецкий исследователь Херберс предполагает, что действительно существовал реальный акт о привилегиях, но он был издан королём Рамиро II и его действие ограничивалось Галисией и Леоном, а о помощи Святого Якова в нём вообще не упоминалось. Хименес де Рада включил поддельный документ в свою летопись, а оттуда эта история перекочевала в исторические труды других, более поздних авторов.
Миф о битве при Клавихо, которая, якобы, состоялась 23 мая 844 года, был создан после реального сражения, которое имело место в истории Испании («Вторая битва при Альбельде»). Этот вопрос долго оставался предметом споров, пока, наконец, испанские историки XVIII века Грегорио Маянс (Gregorio Mayáns) и Франсиско Серда-и-Рико (Francisco Cerdá y Rico) не доказали ясно и убедительно, что легенда о битве при Клавихо, как другие вымыслы из истории Испании, принадлежит к области фантазий.
«Оригинал» акта Рамиро I был обнаружен в 1543 году в местечке Педраса в ходе одного судебного разбирательства. Было найдено несколько экземпляров этого акта, в том числе один из них в монастыре Кориас в Астурии; в настоящее время он хранится в Национальной Библиотеке Мадрида.

## Зачем
Политический смысл Voto de Santiago заключается в формуле: кто внёс вклад, тот принял покровительство, а кто принял покровительство, тот уже не может отказать покровителю в дани. Однако сомнительность истории с этим «вкладом» становится очевидной, если не забывать о конкуренции, которая существовала между церковными кафедрами Толедо и Сантьяго-де-Компостелла за первенство в испанской церкви: молодой астурийский король добивался независимости от Толедо в церковных вопросах и основанием для этого избрал культ Святого Якова, центр почитания которого находится в Сантьяго-де-Компостелла. После отвоевания Толедо (1085 год) этот вопрос потерял актуальность. Voto был нужен на определённом этапе всего лишь в качестве сильного аргумента для оспаривания центральной роли Толедского епископа в делах испанской церкви.
Ощутимая материальная выгода от Voto вызывала зависть у церковных чиновников в других регионах, и они пытались создать аналогичные культы на своих территориях. Например, культ Святого Эмиллиана, вмешательство которого также помогло выиграть битву, в память о чём был введён налог в пользу монастыря Сан-Мильян-де-ла-Коголла в Риохе.